# A Trindade na arte

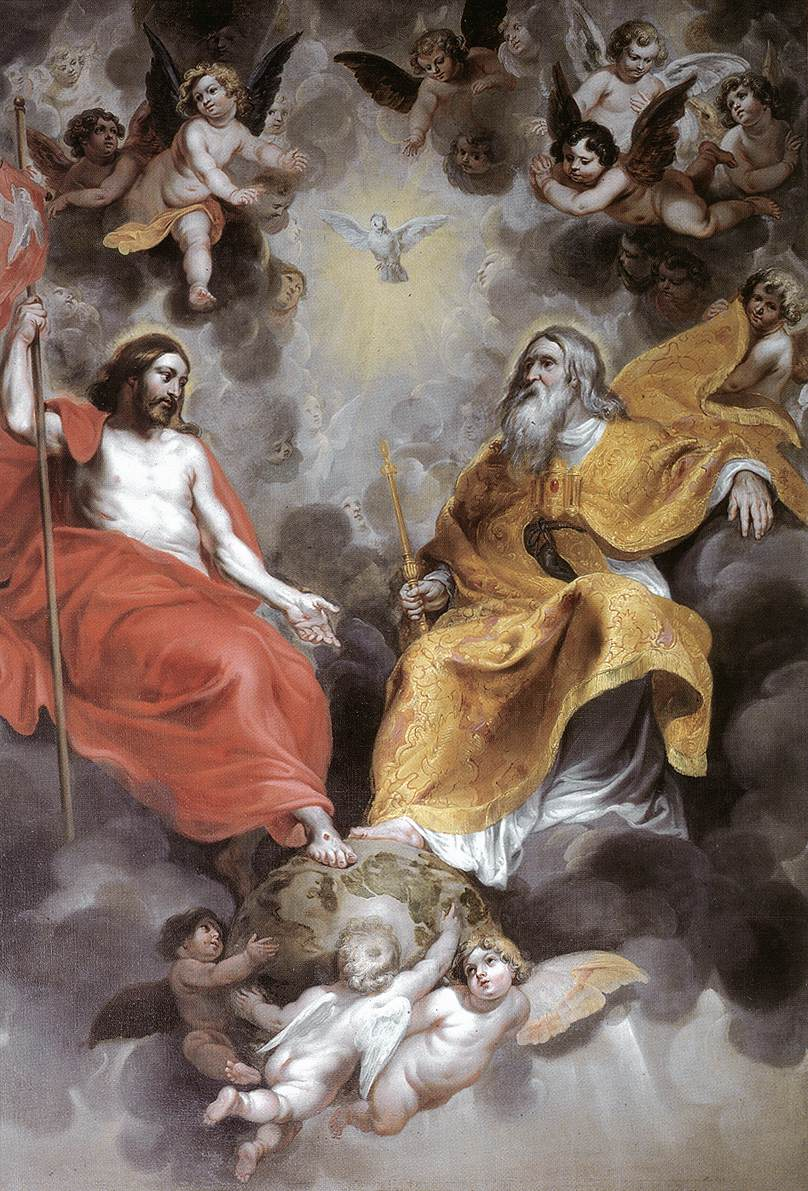
Trindade no Barroco, Hendrick van Balen, 1620, (Sint-Jacobskerk, Antuérpia)

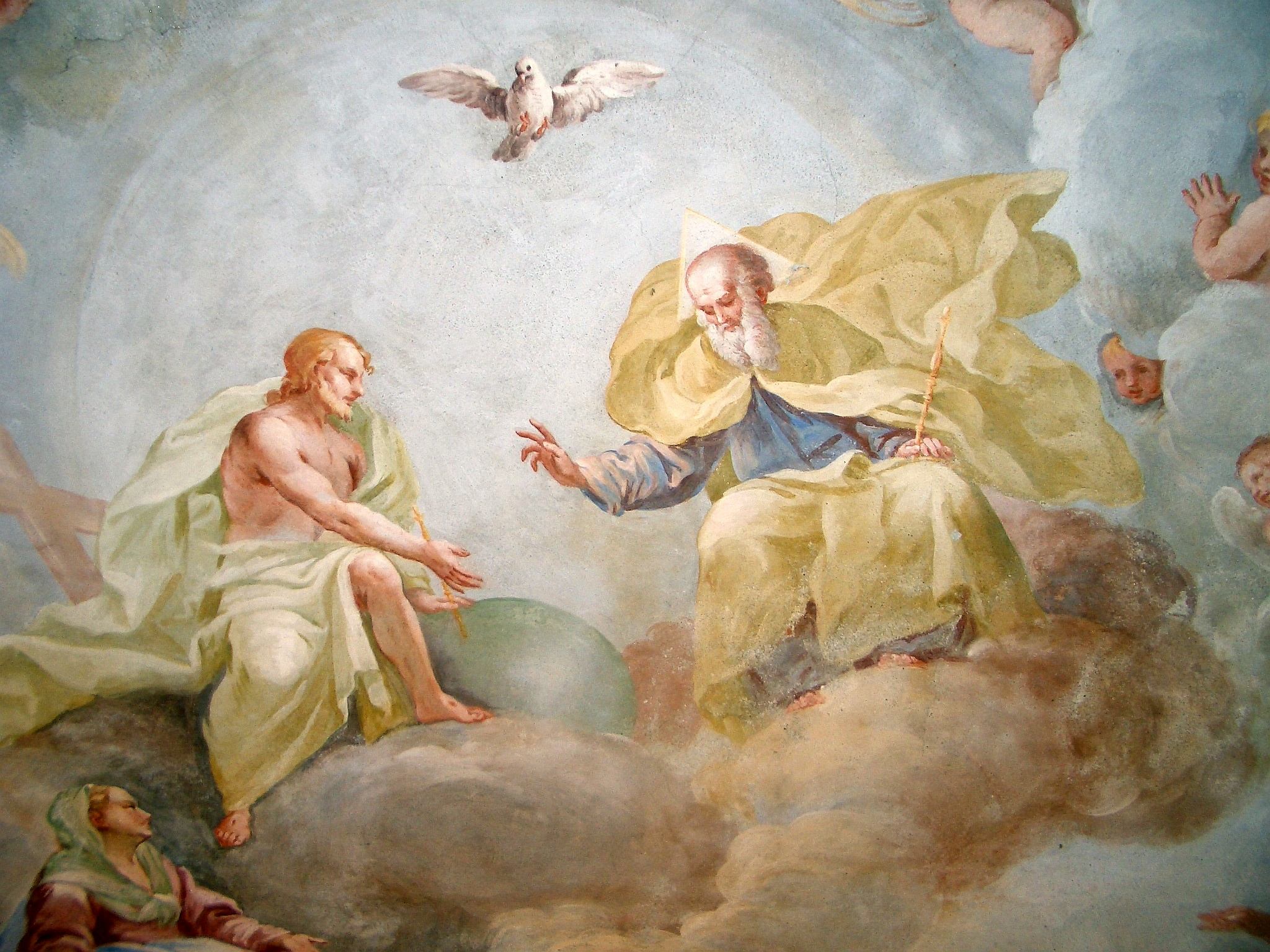
Santíssima Trindade, afresco de Luca Rossetti da Orta, 1738–39 (St. Gaudenzio Church em Ivrea).

A Trindade, ou Santíssima Trindade é mais comumente vista na arte cristã com o Espírito Santo representado por uma pomba, conforme especificado nos relatos do evangelho do batismo de Cristo; ele é quase sempre mostrado com asas abertas. No entanto, representações usando três figuras antropomórficas aparecem ocasionalmente na maioria dos períodos da arte.
O Pai e o Filho são geralmente diferenciados pela idade e, mais tarde, pela vestimenta, mas nem sempre é assim. A representação usual do Pai como um homem mais velho com barba branca pode derivar do bíblico Antigo dos Dias, que é frequentemente citado em defesa dessa representação às vezes controversa. No entanto, em Ortodoxia Oriental o Antigo dos Dias é geralmente entendido como Deus Filho, não Deus Pai – as primeiras imagens bizantinas mostram Cristo como o Antigo dos Dias, mas isso na iconografia tornou-se raro. Quando o Pai é retratado na arte, ele às vezes é mostrado com um halo em forma de um triângulo equilátero, em vez de um círculo. O Filho é muitas vezes mostrado à direita do Pai. Ele pode ser representado por um símbolo – tipicamente o cordeiro ou uma cruz – ou em um crucifixo, de modo que o Pai é a única figura humana mostrada em tamanho real.  Na arte medieval primitiva, o Pai pode ser representado por uma mão que aparece de uma nuvem em um gesto de bênção, por exemplo, em cenas do Batismo de Cristo. Mais tarde, no Ocidente, o "Trono da Misericórdia" (ou "Trono da Graça") tornou-se uma representação comum.  Neste estilo, o Pai (às vezes sentado em um trono) é mostrado apoiando um crucifixo ou, mais tarde, um Filho crucificado caído, semelhante à Pietà (este tipo é distinguido em alemão como o Not Gottes) em seus braços estendidos, enquanto a Pomba paira acima ou entre eles. Este assunto continuou a ser popular até o século XVIII, pelo menos.
No final do século 15, representações maiores, além do Trono da Misericórdia, tornaram-se efetivamente padronizadas, mostrando uma figura mais velha em vestes simples para o Pai, Cristo com seu tronco parcialmente nu para exibir as feridas de sua Paixão, e a pomba acima ou ao redor delas.  Em representações anteriores, tanto o Pai, especialmente, quanto o Filho costumam usar vestes e coroas elaboradas. Às vezes, só o Pai usa uma coroa, ou mesmo uma tiara papal.

## Tradição Ortodoxa Oriental
Representações diretas da Trindade são muito mais raras na arte ortodoxa oriental de qualquer período – as reservas sobre a representação do Pai permanecem bastante fortes, como eram no Ocidente até a Alta Idade Média. O Segundo Concílio de Nicéia, em 787, confirmou que a representação de Cristo era permitida; a situação em relação ao Pai era menos clara. A representação ortodoxa usual da Trindade era através da "Trindade do Antigo Testamento" dos três anjos que visitavam Abraão – dito no texto como "o Senhor". ¨Trindade do Antigo Testamento" dos três anjos que visitavam Abraão – disse no texto ser "o Senhor". No entanto, os estudiosos geralmente concordam que a representação direta da Trindade começou nas obras gregas a partir do século XI, onde Cristo é mostrado como uma criança sentada no colo do Pai, com a Pomba do Espírito Santo também presente. Tais representações se espalharam para o Ocidente e se tornaram o tipo padrão lá, embora com um Cristo adulto, como descrito acima. Este tipo mais tarde se espalhou de volta para o mundo ortodoxo oriental, onde representações pós-bizantinas semelhantes às do Ocidente não são incomuns fora da Rússia. O assunto permaneceu sensível por muito tempo, e a Igreja Ortodoxa Russa no Grande Sínodo de Moscou em 1667 finalmente proibiu representações do Pai em forma humana. O cânone é citado na íntegra aqui porque explica a teologia ortodoxa russa sobre o assunto:
Capítulo 2, §44: É muito absurdo e impróprio retratar em ícone o Senhor Sabaoth (isto é, Deus Pai) com uma barba grisalha e o Filho Unigênito em Seu seio com uma pomba entre eles, porque ninguém viu o Pai de acordo com Sua Divindade, e o Pai não tem carne, nem o Filho nasceu na carne do Pai antes dos séculos. 

1. 
2. 
3. 
4. 
5. 
6. 
7. 